# 208-я пехотная дивизия (вермахт)
208-я пехотная дивизия (нем. 208. Infanterie-Division) — тактическое соединение сухопутных войск вооружённых сил нацистской Германии периода Второй мировой войны.

## История
Образована в августе 1939 года в Люббене (Шпревальд). Состояла в 3-м армейском корпусе. В сентябре 1939 года участвовала во вторжении в Польшу, дошла до Кутно, где располагалась некоторое время. В 1940 году была переброшена на Западный фронт и включена в состав 18-й армии. Захватывала Антверпен, оккупировала Голландию и Бельгию, участвовала в битве при Дюнкерке. После оккупации Франции охраняла бельгийское побережье (неподалёку от Кале) до декабря. За этот период потеряла убитыми 12 офицеров, 46 унтер-офицеров и 273 солдата. Ранеными 38 офицеров, 169 унтер-офицеров и 825 солдат. Также 4 офицера и 55 солдат пропали без вести.
В начале 1942 года была переброшена на Восточный фронт (высадилась на ст.Судимир 15 января) и включена в состав 2-й танковой армии из группы армий «Центр», участвуя в боях под Жиздрой. В следующем году 309-й и 337-й пехотные полки из дивизии находились подо Ржевом, обороняя город от частей РККА.
В 1943 году участвовала в операции «Цитадель», дислоцируясь около Орла. В июле 1943 года она вступила в бои с советскими войсками под Болховом, в августе отступила на юг к Курску.
Во время боёв за Днепр обороняла Киев, после взятия Киева советскими войсками отступила в Житомир.
Зимой 1943/1944 годов была перегруппирована и разделена на две части: одна вошла в состав 4-й танковой армии, которая дислоцировалась на тот момент в Виннице, вторая вошла в состав 1-й танковой армии, которая находилась в Каменце-Подольском, неподалёку от границы с Румынией. Во время Львовско-Сандомирской и Ясско-Кишинёвской операций понесла серьёзные потери, но смогла прорваться в Чехословакию.
Последние бои дивизия вела в Штригау и Вальденбурге, после чего сдалась советским частям неподалёку от линии Хохенэльбе — Турнау.

## Командиры
| Время командования                | Звание            | Имя                       |
| --------------------------------- | ----------------- | ------------------------- |
| 1 сентября 1939 — 13 декабря 1941 | Генерал-лейтенант | Мориц Андреас             |
| 13 декабря 1941 — 1 февраля 1943  | Генерал пехоты    | Ганс-Карл фон Шееле       |
| 1 февраля 1943 — апрель 1943      | Генерал-лейтенант | Карл-Вильгельм фон Шлибен |
| апрель 1943 — 22 июня 1943        | Генерал-майор     | Георг Цваде               |
| 22 июня 1943 — ?                  | Генерал-лейтенант | Ганс Пикенброк            |

## Структура
| 1939                         | 1943                                          |
| ---------------------------- | --------------------------------------------- |
| 309-й пехотный полк          | 309-й пехотный полк                           |
| 337-й пехотный полк          | 337-й пехотный полк                           |
| 338-й пехотный полк          | 338-й пехотный полк                           |
| 208-й артиллерийский полк    |                                               |
| 208-й сапёрный батальон      |                                               |
| 208-й противотанковый отряд  | 208-й противотанковый артиллерийский дивизион |
| 208-й разведывательный отряд | 208-й стрелковый батальон                     |
| 208-й отряд связи            |                                               |
| 208-й отряд резерва          |                                               |